# Sigma Cygni
Désignations
Sigma Cygni (σ Cygni / σ Cyg) est une étoile supergéante bleue de la constellation boréale du Cygne. Sa magnitude apparente est de 4,23. Elle appartient à l'association OB4 du Cygne, une association d'étoiles massives de type O et B, et elle est située à environ 1 000 pc (∼3 260 al) de la Terre. En raison de sa localisation dans le disque galactique, la luminosité de σ Cygni est obstruée par la poussière interstellaire et elle subit ainsi une extinction d'environ 0,2 magnitude. En tenant compte de cela, l'étoile est ainsi plus de 50 000 fois plus lumineuse que le Soleil.
Une analyse spectrale de l'étoile a montré que les raies photosphériques de Si II et de He I connaissent une variabilité périodique et simultanée. La période calculée de cette variabilité est de 1,59 heures et elle pourrait être le résultat d'oscillations stellaires. Cependant, aucune variation évidente dans sa luminosité n'a été détectée. La composition élémentaire de Sigma Cygni est inhabituelle. L'étoile est enrichie en hélium, et présente des surabondances très marquées d'azote, de calcium, de cérium et d'europium, tandis que le carbone et l'aluminium apparaissent appauvris comparés au Soleil.